# Julien Andavo Mbia
Julien Andavo Mbia (Faradje, 5 september 1950 – Durba, 14 juli 2024) was een Congolees rooms-katholiek geestelijke en bisschop.
Hij werd in 1979 tot priester gewijd. Hij werd in 2003 benoemd tot bisschop van Isiro-Niangara als opvolger van Charles Kambale Mbogha, A.A., die zelf in 2001 was benoemd tot aartsbisschop van Bukavu.
Andavo Mbia overleed op 14 juli 2024 op 73-jarige leeftijd.